# Monument sépulcral du maréchal de Vaux
Le monument sépulcral du maréchal de Vaux, parfois connu comme la pyramide commémorative du maréchal de Vaux, est le cippe du maréchal de France Noël Jourda de Vaux (1705-1788) situé dans le nouveau cimetière de Paray-Vieille-Poste, dans l'Essonne en France.

## Historique
Noël de Jourda reçut de Louis XV des terres à Paray-Vieille-Poste et Wissous pour services rendus, ce qui explique son attachement à ce lieu.
Construit sous la Restauration par sa fille aînée, la marquise de Vaux-Borel, dans les champs près d'une route reliant Rungis à Paray sur la commune actuelle de Wissous, le cippe contint le cœur du maréchal, lui-même inhumé en 1788 à Retournac,. La marquise de Vaux-Borel et l'abbé Decory y sont également enterrés.
Le cippe du maréchal est un obélisque de pierres calcaires entouré d'une clôture basse en fer forgé. Il fut transféré en 1961 au nouveau cimetière de Paray-Vieille-Poste pour permettre l'agrandissement de l'aéroport de Paris-Orly,.
Le monument fait l’objet d’une inscription au titre des monuments historiques depuis le 14 mars 1944.